# Prudencio Induráin Larraya
Prudencio Induráin Larraya (Atarrabia, Navarra, 9 de juny de 1968), va ser un ciclista navarrès que fou professional del 1991 al 1999. És el germà petit de Miguel Indurain.
Un cop retirat va entrar al món de la política de mà de la Unió del Poble Navarrés, arribant a aconseguir ser diputat al Parlament de Navarra.

## Palmarès
- 1996
  - Vencedor de 3 etapes a la Volta a l'Alentejo

### Resultats al Tour de França
- 1993. 126è de la classificació general
- 1996. 58è de la classificació general
- 1998. No surt (18a etapa)
- 1999. 76è de la classificació general

### Resultats al Giro d'Itàlia
- 1992. 132è de la classificació general
- 1993. 63è de la classificació general
- 1994. 50è de la classificació general
- 1996. 97è de la classificació general
- 1999. 45è de la classificació general

### Resultats a la Volta a Espanya
- 1997. 44è de la classificació general
- 1998. Abandona (8a etapa)